# Cordillera Principal (Montañas Nevadas)
La sección de la Gran Cordillera Divisoria situada entre las cordilleras Ramshead y Dicky Cooper Bogong, en las Montañas Nevadas, se conoce como la Cordillera Principal. También se puede utilizar de forma más general para referirse a los picos (no necesariamente situados en la Gran Cordillera Divisoria) que se encuentran en la cordillera o en sus ramificaciones más próximas. En ella se encuentran algunos de los picos más altos de Australia continental. Algunos picos de la Cordillera Principal son (de sur a norte):
- Los Ramsheads
- Monte Kosciuszko
- Pico Muellers
- Monte Townsend, Monte Alice Rawson y Pico Abbotts (en Abbotts Ridge)
- Monte Northcote, Monte Clark y Monte Lee

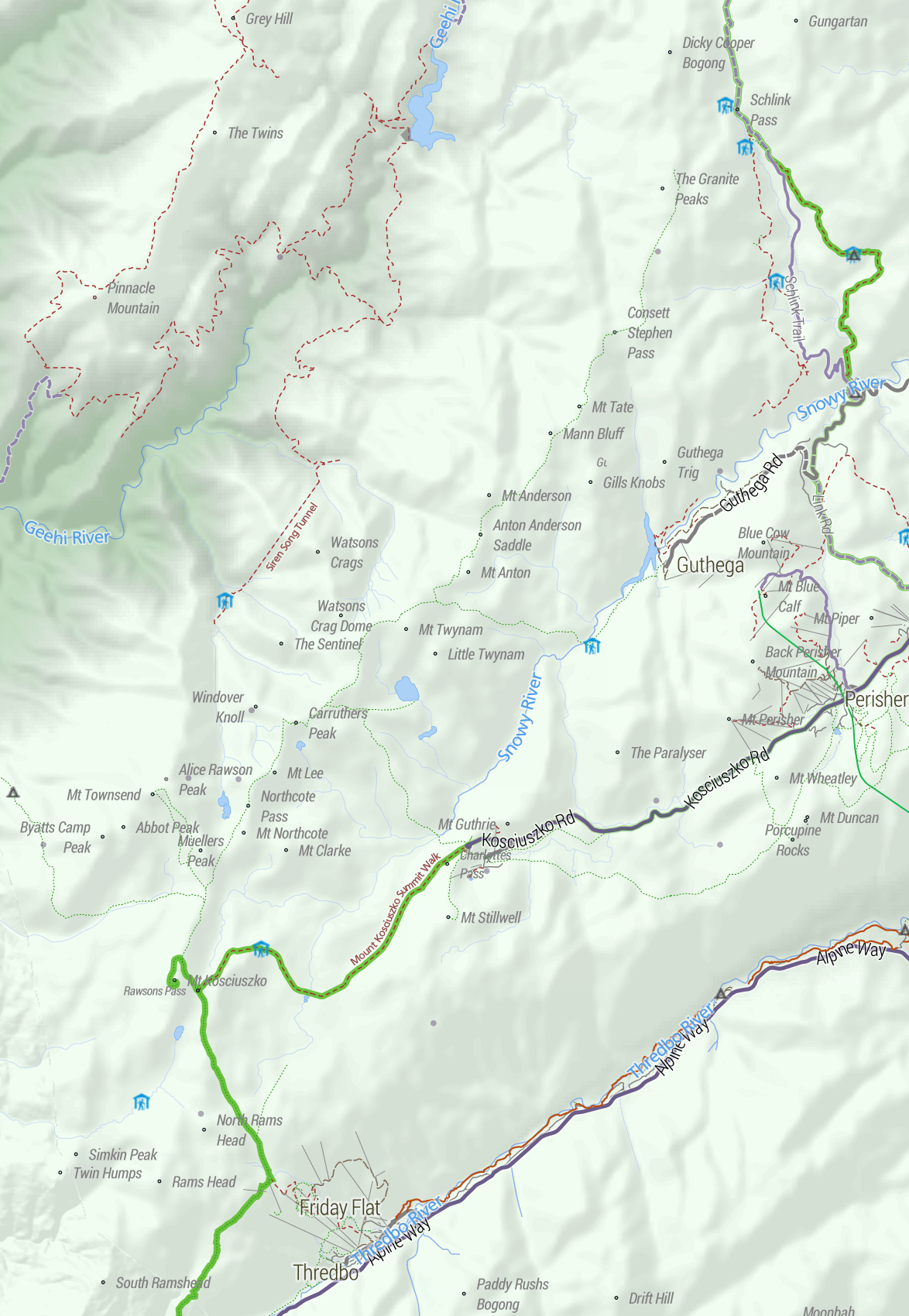
Mapa topográfico de la Cordillera Principal.

- Pico Carruthers
- Monte Twynam y Little Twynam
- Monte Anton y Monte Anderson
- Monte Tate
- Dicky Cooper Bogong